# Deltaspis rubriventris
Deltaspis rubriventris là một loài bọ cánh cứng trong họ Cerambycidae.